# 塞納 (新墨西哥州)
塞納（英語：Sena）是位於美國新墨西哥州聖米格爾縣的普查規定居民點。

## 人口
根據2020年美國人口普查的數據，塞納的面積為5.51平方千米，皆為陸地。當地共有人口155人，而人口密度為每平方千米28.13人。